# دان بيتريسكو
دان بيتريسكو (بالرومانية: Dan Petrescu) مواليد 22 ديسمبر 1967 في بوخارست، هو لاعب كرة قدم روماني سابق كان يلعب كمدافع. سبق له أن لعب في كأس العالم لكرة القدم مع منتخب بلاده. لعب خلال مسيرته 437 مباراة سجل خلالها 57 هدفاً.

## مسيرته الكروية
لعب دان بيتريسكو خلال مسيرته الاحترافية مع 9 أندية في عشرون موسمًا وسجل خلالها 58 هدفًا ضمن 433 مباراة. حيث فاز في أربعة مواسم بالكأس وفي ثلاثة مواسم بالدوري.
خاض دان بيتريسكو مسيرته مع نادي ستيوا بوخارست في موسم 1985–86 في المرة الأولى لمدة موسم واحد ثم في موسم 1987–88 ليلعب معه أربعة مواسم، مشاركًا طوالها في 95 مباراة سجل خلالها 26 هدفًا. ثم انتقل إلى نادي أولت سكورنيكشتي في موسم 1986–87 لمدة موسم واحد، حيث شارك في 24 مباراة ولم يسجل أي هدف. لينتقل بعدها إلى نادي فوجيا في موسم 1991–92 ولمدة موسمين، مشاركًا في 55 مباراة سجل خلالها 7 أهداف. ثم انتقل إلى نادي جنوى في موسم 1993–94 لمدة موسم واحد، مشاركًا في 24 مباراة سجل خلالها هدفًا واحدًا. هذا وانتقل لاحقًا إلى نادي شيفيلد وينزداي في موسم 1994–95 ولمدة موسمين، مشاركًا في 37 مباراة سجل خلالها 3 أهداف. ثم انتقل بعدها إلى نادي تشيلسي في موسم 1995–96 ليلعب معه خمسة مواسم، مشاركًا في 150 مباراة سجل خلالها 18 هدفًا. ليعود وينتقل من جديد، لكن هذه المرة إلى نادي ساوثهامبتون في موسم 2000–01 ولمدة موسمين، مشاركًا في 11 مباراة سجل خلالها هدفين. لينتقل بعدها إلى FC Progresul București ‏ في موسم 2002–03 لمدة موسم واحد، مشاركًا في 20 مباراة ولم يسجل أي هدف.

## روابط خارجية
- دان بيتريسكو على موقع الاتحاد الدولي (مؤرشف)  (الإنجليزية)
- دان بيتريسكو على موقع الاتحاد الأوربي (الإنجليزية)
- دان بيتريسكو على موقع قاعدة بيانات كرة القدم.إي يو (الإنجليزية)
- دان بيتريسكو على موقع ناشيونال فوتبول تيمز (الإنجليزية)
- دان بيتريسكو على موقع Soccerbase.com (لاعب) (الإنجليزية)
- دان بيتريسكو على موقع Soccerway.com (الإنجليزية)
- دان بيتريسكو على موقع عالم كرة القدم.نت (الإنجليزية)